# Jacobus Nolet

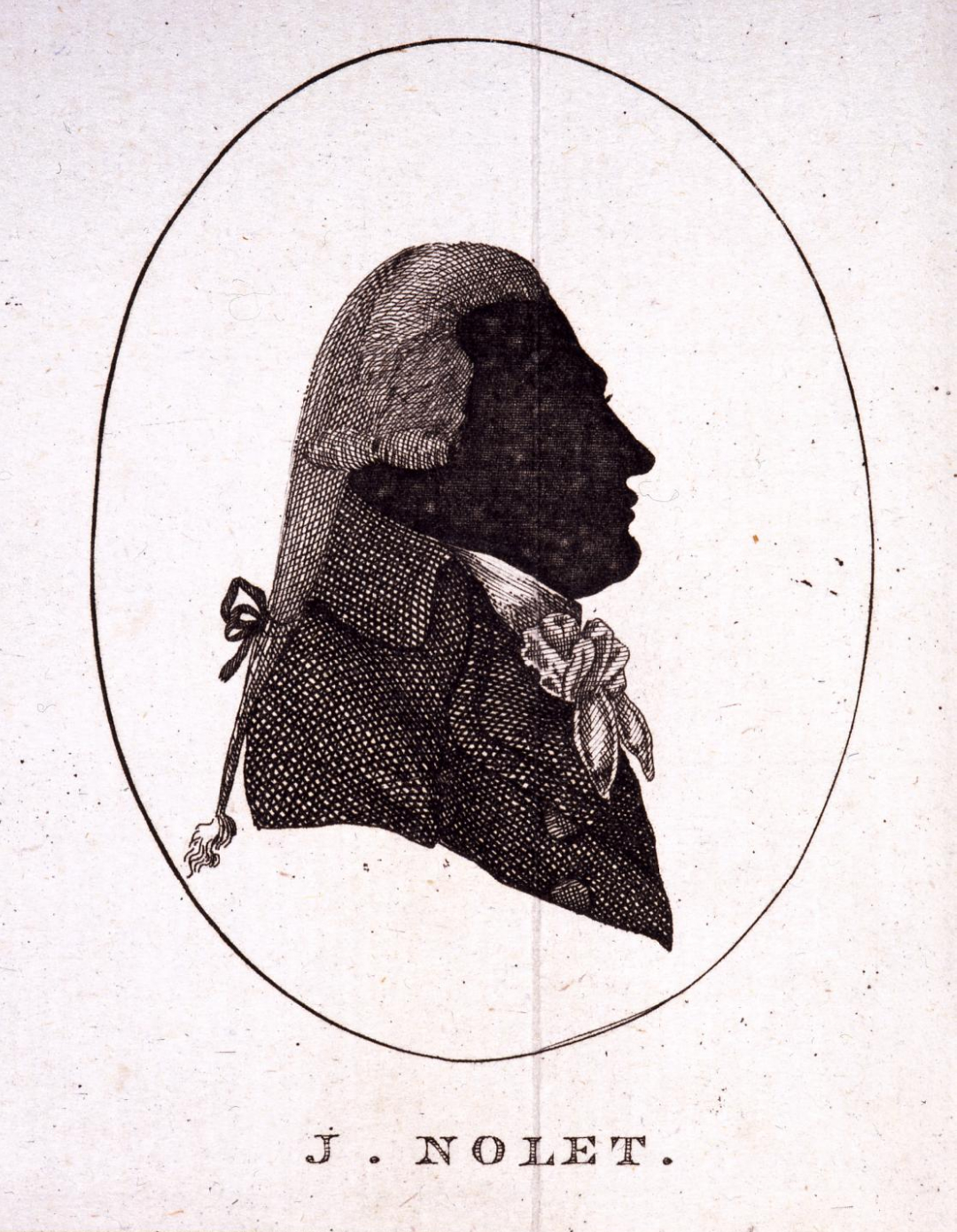
Portret van Jacobus Nolet (1740-1806)

Jacobus Nolet (Schiedam, 9 september 1740 - aldaar, 7 december 1806) was een Nederlands politicus.

## Biografie
Nolet stamde uit een familie van korenwijnstokers uit Schiedam: de familie Nolet. Zijn vader heette Johannes Nolet (1712), zijn moeder Cornelia Vos (1713). Op 29 mei 1763 trad hij in Poeldijk in het huwelijk met Engelina van den Blank. Uit dit huwelijk werden vier dochters en twee zonen geboren. 
Voor de Bataafse Revolutie produceerde Nolet korenwijn in Schiedam. Deze stad stond toen bekend om de kwaliteit van de aldaar gefabriceerde alcoholica. Tijdens de eerste revolutie in de jaren 1780 was hij kapitein van het exercitiegenootschap in zijn geboortestad.
Bij de nadering van de Franse troepen in 1794 werd hij lid van het revolutionaire comité van Schiedam. Al enkele dagen na de vlucht van Willem V van Oranje naar Londen trad hij toe tot het patriottisch stadsbestuur van  Schiedam. Op 25 januari na de totstandkoming van de Bataafse Republiek werd hij afgevaardigd in de Provisionele Representanten van het Volk van Holland. Een jaar later werd hij door de inwoners van Schiedam verkozen als lid van de Eerste Nationale Vergadering, die haar werk op 1 maart 1796 begon. In augustus 1797 werd hij voor het district Wateringen herkozen in de Tweede Nationale Vergadering.
Omdat hij sympathie had voor de Unitaristische ideeën, nam hij op 22 januari 1798 deel aan de staatsgreep onder leiding van Pieter Vreede en generaal Daendels. Op verdenking van corruptie werd hij op 12 april gedwongen af te treden. Tot juli 1798 stond hij onder huisarrest.